# Jörgen Brunchorst
Jørgen Brunchorst (10 de agosto de 1862-19 de mayo de 1917) fue un naturalista, político, y diplomático noruego. Brunchorst era aborigen de Bergen, hijo de un armador y constructor de buques capitán Christian Ege Brunchorst (1835–1864) y de su esposa Emma Wesenberg (1837–1919). Su sobrino Knut Fægri fue uno de los botánicos más destacados del siglo XIX. Brunchorst se especializó en botánica en la universidad, y después de terminar su doctorado (Ph.D.) en Alemania, fue director del Museo de Bergen. En ese puesto, trabajó por la popularización de las ciencias naturales, y también fue un pionero en el campo de la fitopatología en Noruega.
Brunchorst también fue un político, representando al Partido Liberal Venstre y más tarde al Partido de la Coalición. Ocupó una banca en el Parlamentento en los periodos de 1895 a 1897 y de 1903 a 1906. Más tarde fue nombrado Ministro de Trabajo hacia el final del Gabinete de Christian Michelsen en septiembre de 1907, y se mantuvo en esa posición durante el corto mandato del Gabinete de Jørgen Løvland, desde octubre de 1907 a marzo de 1908. Poco antes de ese periodo en el gobierno, había servido como diplomático en La Habana, Cuba. Después de la caída del gobierno, regresó a La Habana, antes de ser transferido a Estocolmo, Suecia, en 1910. En 1916, fuh nuevamente transferido a Roma, Italia, donde falleció al año siguiente.

## Algunas publicaciones
- jörgen Brunchorst. 2010. Comptes Rendus Des Seances Du Congres International Des Peches: Reuni A Bergen Du 18 Au 21 Juillet 1898 (1899). Edición reimpresa de Kessinger Publ. 284 pp. ISBN 1-168-57116-2

- ------------------------------. 2010. D. C. Danielssen: A Biographical Sketch (1893). Edición reimpresa de Kessinger Publ. 60 pp. ISBN 1-161-98376-7

- ------------------------------. 1900. Bergens Museum 1825-1900. En historisk fremstilling

- ------------------------------, emil o. Malmberg. 1891. Tärkeimmät kasvitaudit: maamiehiä, metsänhoitajia ja puutarhureita varten kansantajuisesti esiteltyjä (Las enfermedades de las plantas más importantes: de ciudad, forestales y jardineros). Vol. 77. Editor Suomalaisen Kirjallisuuden Seura, 254 pp.

- ------------------------------. 1886. Uber die Wurzelanschwellungen von Alnus und den Elaegnaceen. 28 pp.

- ------------------------------. 1886. (Die) structur der inhaltskörper in den zellen einiger wurzelschwellungen

- ------------------------------. 1886. Zur bekämpfung der kohlhernie

- La abreviatura «Brunch.» se emplea para indicar a Jörgen Brunchorst como autoridad en la descripción y clasificación científica de los vegetales.[5]